# Pannonische Florenprovinz

Lage der Pannonischen Florenprovinz in Europa

Lage der Pannonischen Florenprovinz – Detail

Die Pannonische Florenprovinz ist ein Florengebiet – eine Einheit der floristischen Gliederung – in Mitteleuropa. Aufgrund eines steilen Klimagradienten, einer heterogenen Topographie und einer hohen Vielfalt an geologischen Substraten, gehört die Provinz zu den abwechslungsreichsten Landschaften Mitteleuropas. Sie wurde nach der römischen Provinz Pannonien benannt und umfasst die Ungarische Tiefebene und angrenzende Gebiete Ungarns, Serbiens, Rumäniens, der Slowakei, Mährens und Österreichs. Die Pannonische Florenprovinz ist der westlichste Teil der Südsibirisch-Pontisch-Pannonischen Florenregion und grenzt innerhalb dieser übergeordneten Struktur im Osten an die Pontische Florenprovinz. Die Südsibirisch-Pontisch-Pannonische Florenregion ist wiederum Teil der Paläarktis.

## Klima und Vegetation

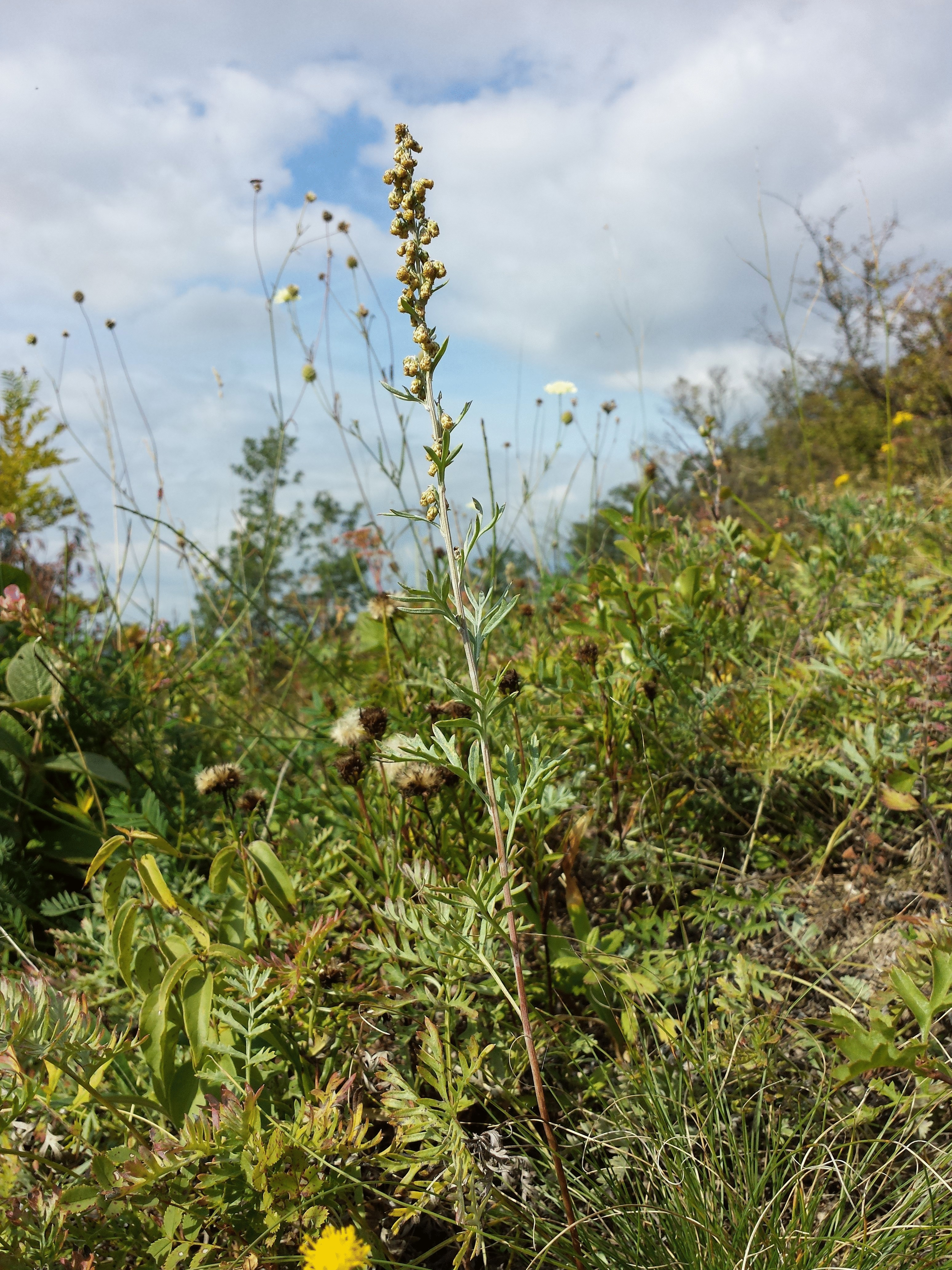
Der Waldsteppen-Wermut (Artemisia pancicii) tritt nur in der pannonischen Florenprovinz und nur an einigen wenigen Stellen auf.

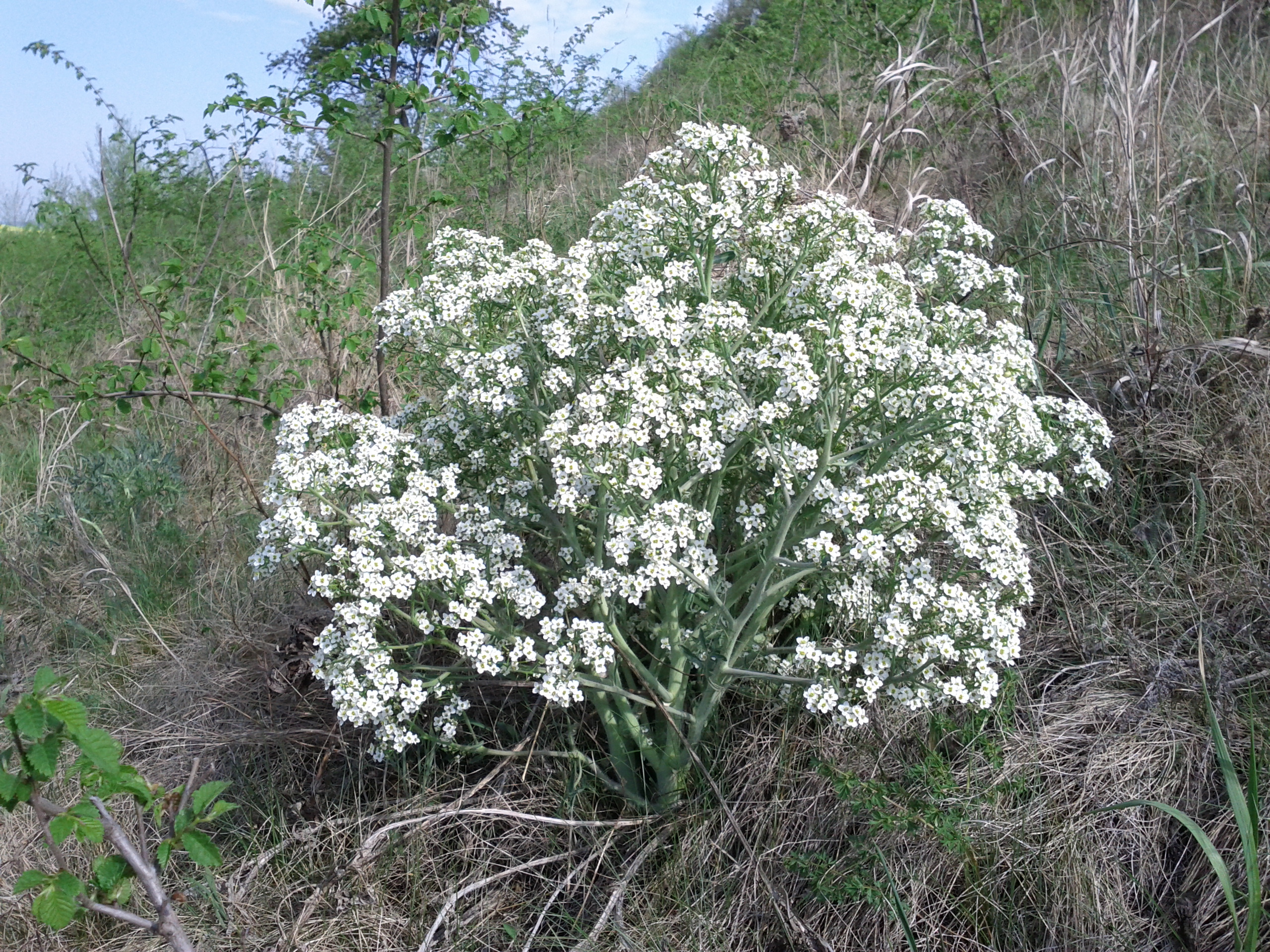
Der Tátorján-Meerkohl (Crambe tataria) erreicht im pannonischen Gebiet seine westliche Ausbreitungsgrenze.

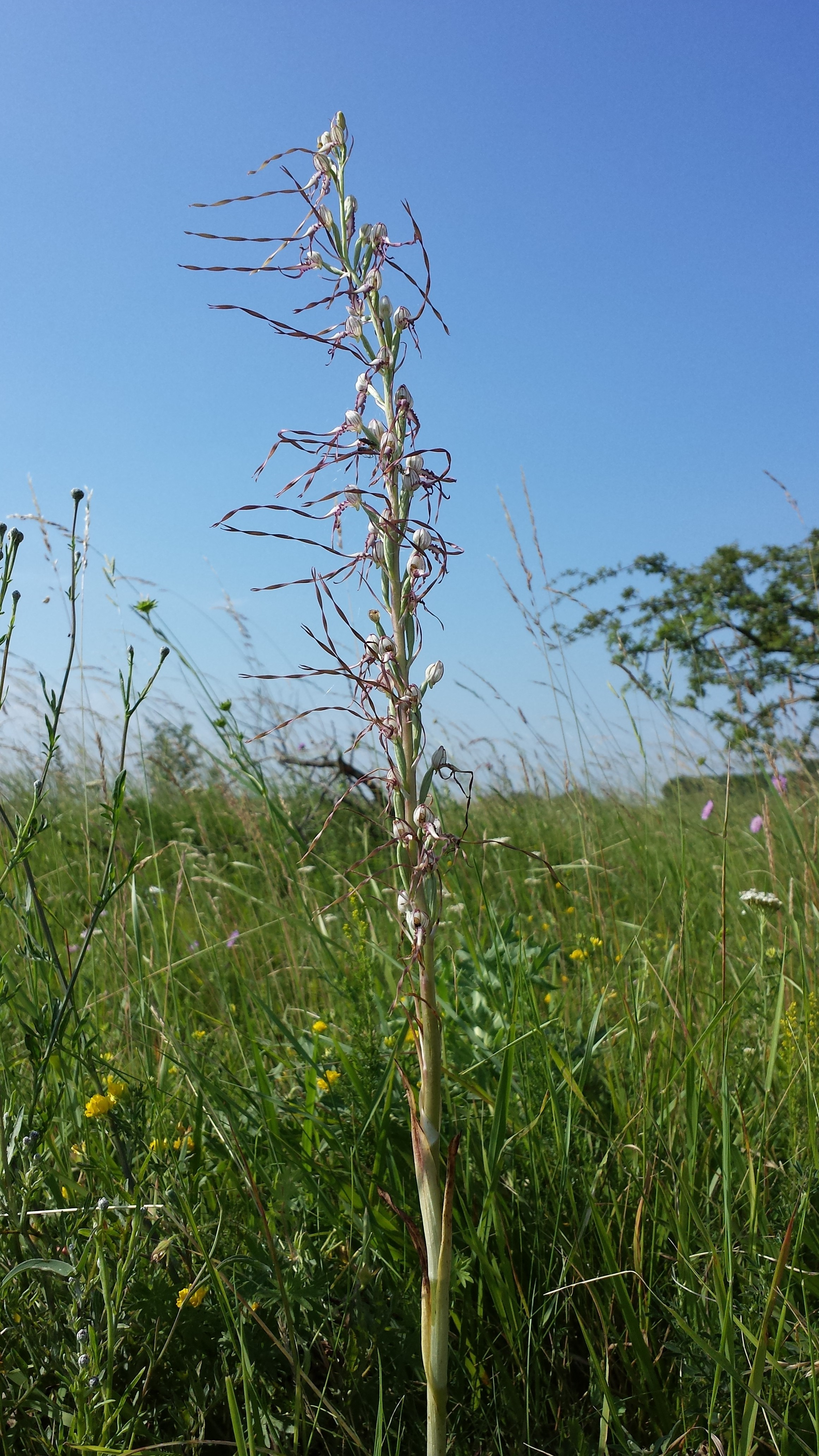
Die Adria-Riemenzunge (Himantoglossum adriaticum) ist ein ost- und submediterranes Florenelement, das auch im Pannonikum auftritt.

Starken Einfluss auf die Flora in der Pannonischen Florenprovinz übt das relativ warme sowie trockene Pannonische Klima (nach österreichischer Einteilung) aus. Die Jahresniederschlagssumme liegt unter 700 Millimetern, teilweise auch unter 600, von Mai bis Juli unter 250. Vor allem die Sommertemperaturen sind recht hoch und liegen im Juli zwischen 19 und 21 °C, was für Pflanzen eine deutliche sommerliche Trockenperiode bedeutet. Das Klima ähnelt jenem in der Ukraine und den östlichen Karpaten, ist aber weniger kontinental geprägt. Trocken-sommerwarme Wälder und Trockenrasen sind daher typische Habitate, es gibt jedoch auch Feuchtgebiete, z. B. die Donauauen oder die Feuchte Ebene südlich von Wien, nämlich dort, wo das Grundwasser knapp an die Oberfläche reicht.
Im Gegensatz zu den östlichen Provinzen, wo klimatisch, d. h. durch hohe Temperaturen und sehr geringe Niederschläge unter 250 mm pro Jahr bedingte Primärsteppen über teilweise tiefgründigen und nährstoffreichen Böden dominieren, ist das Pannonikum vegetationskundlich ein potentielles Waldgebiet. Bereits seit der Jungsteinzeit wurde es vom Menschen u. a. durch Viehweidewirtschaft entwaldet, weshalb Sekundärsteppen entstanden und Steppenarten aus dem Osten einwandern konnten. Andere Autoren gehen jedoch davon aus, dass die Großherbivoren – Waldelefant, Waldnashorn und Steppennashorn, welche möglicherweise vom Menschen im Postglazial in Europa ausgerottet wurden – in der Lage gewesen sind, größere Flächen waldfrei zu halten. Das natürliche Landschaftsbild war vermutlich ein Mosaik aus offenen und bewaldeten Bereichen. Im pannonischen Gebiet gibt es in jedem Fall kleinräumig auch echte Steppen, dabei handelt es sich um Substratsteppen auf ungünstigem Untergrund, namentlich Fels-, Schotter-, Sand-, Löß- und Salzsteppen. Substratbedingte Steppen bilden teilweise Durchmischungen mit niedrigem Flaumeichen-Buschwald. Dieses Habitat wird nach einem Begriff aus der russischen Geographie als Waldsteppe bezeichnet.
Typische Florenelemente in der Provinz sind der Waldsteppen-Wermut (Artemisia pancicii), der Steppen-Spitzkiel (Oxytropis pilosa) und die Neusiedlersee-Salzschwaden (Puccinellia peisonis). Zu den Endemiten des Gebiets zählen weiter die Spät-Nelke (Dianthus serotinus), die Hügel-Nelke (Dianthus collinus) sowie die Hainburger Feder-Nelke (Dianthus lumnitzeri). Viele Arten stammen aus östlicheren Provinzen der Florenregion und erreichen im pannonischen Gebiet ihre westlichste Verbreitung (z. B. Tátorján-Meerkohl (Crambe tataria)). Es gibt jedoch auch einen starken submediterranen Einfluss, da trocken-warme Sommer auch dort bezeichnend sind und submediterrane Arten wie Flaum-Eiche (Quercus pubescens) und Diptam (Dictamnus albus) daher auch im pannonischen Gebiet gut gedeihen.

## Bedeutung und Zustand
Die Pannonische Florenprovinz beherbergt eine bedeutende Zahl an gefährdeten Pflanzen, welche zum Teil nur hier vorkommen. Pannonische Habitate können als besonders artenreich und biodivers gelten. Eine Untersuchung für Niederösterreich zeigt, dass Trocken- und Halbtrockenrasen 165 und trocken-warme Wälder und Saumgesellschaften 88 Arten beherbergen, welche nach der Roten Liste als gefährdet gelten. Zum Vergleich trifft das bei wechselfeuchten Wiesen, Feuchtwiesen und Flachmooren auf 96, bei Auwäldern auf 39 und bei Fettwiesen nur auf 2 Arten zu.
Das Gebiet wurde seit Jahrtausenden vom Menschen extensiv genützt und dadurch der Steppencharakter während des gesamten Holozäns erhalten und bis in das 19. Jahrhundert nahmen Steppenrasen und trockene bis feuchte Wiesen große Flächen in der Pannonischen Florenprovinz ein. Bis in die erste Hälfte des 20. Jahrhunderts wurden viele Flächen extensiv mit Ziegen, Schafen, Kühen und Pferden beweidet und dadurch erhalten. Eine Mehrfachnutzung als Weide und Niederwald in Form von kleinteiligen Strukturen war üblich. Durch die weitgehende Aufgabe der Viehwirtschaft und die Motorisierung in der Landwirtschaft, weshalb keine Pferde mehr grasen, und die Umstellung auf Intensiv-Ackerbau und -Weinbau wurden viele Flächen umgebrochen und werden unter Düngemittel-, Insektizid- und Pestizideinsatz sowie künstlicher Bewässerung bewirtschaftet. Dies hat, gemeinsam mit den durch Verkehr und Industrie verursachten Emissionen, negative Auswirkungen auf noch intakte Flächen. Jene Flächen, die zu wenig Profit abwerfen, werden gar nicht mehr bewirtschaftet und verbuschen zusehends. Heute sind nur mehr geringe Reste der ursprünglichen pannonischen Pflanzengesellschaften vorhanden. Die anderen Flächen wurden und werden durch Intensivlandwirtschaft, Aufforstungen, Verkehrswege, Freizeitanlagen, Mülldeponien usw. zerstört.

## Erforschungsgeschichte
Aufgrund des großen Artenreichtums weckte das pannonische Gebiet schon früh das Interesse von Botanikern und Floristen. Als Geburtsstunde kann das 1583 herausgebrachte Werk Rariorum aliquot stirpium per Pannonium, Austriam et vicinas quasdam Provincias observatum Historia (Erforschung einiger seltenerer, in Ungarn, Österreich und gewissen benachbarter Provinzen beobachteter Pflanzensippen) des bedeutenden Botanikers Charles de l’Écluse (lat. Carolus Clusius) gelten. Das erste grundlegende große Standardwerk zur pannonischen Flora wurde vom burgenländisch-ungarischen Botaniker Pál Kitaibel und dessen Sponsor Franz Adam von Waldstein in Form der Descriptiones et icones plantarum rariorum Hungariae (Beschreibungen und Abbildungen seltener Pflanzen Ungarns) zwischen 1799/1802–1812 geschaffen. Später beschäftigten sich unter anderem August Neilreich (Flora von Wien, 1846; Flora in Nieder-Österreich, 1859, 1866), Kerner von Marilaun (Das Pflanzenleben der Donauländer, 1863) und Friedrich Karl Max Vierhapper (Die Grenzen der pannonischen Vegetation in Niederösterreich, 1922) mit der pannonischen Flora.

## Pannonische Florenprovinz in Österreich

Die pannonische Florenprovinz (gelb/orange) in Österreich

Nach den Alpen ist das Pannonische Tief- und Hügelland die zweitgrößte Großlandschaft Österreichs und von besonderem biogeographischem Interesse. In Österreich gehören das Weinviertel, das östliche Waldviertel (Horner Becken, unteres Kamptal), Teile der Wachau, das Marchfeld, das Tullnerfeld, das Wiener Becken, der Alpenostrand entlang der Thermenlinie, der Rand und die Vorhügel des Leithagebirges, der größte Teil von Wien, die Parndorfer Platte, der Seewinkel, die niederen Lagen des Mittelburgenlands sowie ein Teil des Südburgenlands zur Pannonischen Provinz. Zusätzlich haben inneralpische Trockentäler, konkret das oberste Inntal, das Virgental, das Mölltal und nur andeutungsweise das mittlere Murtal, als Exklaven Anteil an der Provinz. Die Pannonische Florenprovinz unterteilt sich in Österreich in zwei Florenbezirke: das Eupannonicum als "echtes" pannonisches Gebiet sowie das Praenoricum. Letzteres liegt im Südburgenland und wird stärker vom subillyrischen Klima beeinflusst und ist daher etwas feuchter und kühler. Das restliche Österreich gehört der Mitteleuropäischen Florenregion an.
Laut der Fauna-Flora-Habitat-Richtlinie der Europäischen Union endet die „Pannonische Biogeographische Region“ an der Österreichischen Staatsgrenze bzw. überschreitet diese nicht. Das Pannonikum Österreichs wird stattdessen der „Kontinentalen Biogeographische Region“ hinzugerechnet. Diese abwegige und natürlichen Gegebenheiten widersprechende Einstufung rührt daher, dass diese Biogeographische Region beim EU-Beitritt Österreichs noch nicht existierte und seitdem keine Anpassung der Richtlinie erfolgte.
Für die Pannonische Florenprovinz in Österreich sind vor allem folgende Habitate typisch:
- Pannonische Flaumeichenwälder: diese nehmen die wärmsten und trockensten Hänge ein und bilden eine Exklave der submediterranen Vegetationszone und der südöstlichen Steppenwaldzone. Es handelt sich um niedrige und lückige Buschwälder, die vermutlich infolge jahrhundertelanger extensiver Wiedernutzung entstanden sind. Typische Arten sind neben der namensgebenden Flaum-Eiche (Quercus pubescens) u. a. Liguster (Ligustrum vulgare) und Warzen-Spindelstrauch (Euonymus verrucosus) sowie in der Krautschicht Purpur-Rindszunge (Buglossoides purpurocaerulea) und Purpur-Knabenkraut (Orchis purpurea).
- Waldsäume und Sekundärsteppen:
  - Saumgesellschaften bestehen vor allem aus Hochstauden, die von den günstigen Bedingungen am Saum – der Boden ist tiefgründig, die Traufsituation besser als im Wald, es steht mehr Licht zur Verfügung, die Lage ist windgeschützt und die landwirtschaftliche Nutzung eingeschränkt – profitieren. Typische Arten sind Diptam (Dictamnus albus) und Blut-Storchschnabel (Geranium sanguineum).
  - Die pannonische Wiesensteppe entstand auf ehemaligem Waldboden durch Schwendung und extensive Beweidung über die Jahrhunderte. Der Standort ist extrem arten- und blütenreich, typische Arten sind neben vielen anderen Frühlings-Adonis (Adonis vernalis), Purpur-Königskerze (Verbascum phoeniceum) und Österreich-Lein (Linum austriacum).
- Rasensteppe: diese Volltrockenrasen bestehen auf flachgründigen aber feinerdereichen Böden, die keine Waldwuchs zulassen. Teilweise handelt es sich um Primärsteppen, andere sind durch Bodenerosion infolge jahrhundertelanger Beweidung entstanden und leiten zu den Substratsteppen über, denen sie in floristischer Hinsicht stark ähneln. Typische Arten sind u. a. Groß-Küchenschelle (Pulsatilla grandis), Seiden-Backenklee (Dorycnium germanicum) und Zypressen-Wolfsmilch (Euphorbia cyparissias).
- Substratsteppen bestehen dort, wo der Boden keine hohe Vegetation zulässt:
  - Felssteppen gibt es dort, wo das Gestein bis knapp unter oder bis an die Oberfläche reicht. Die vertretenen Arten zeigen deutliche Xeromorphosen, also Anpassungen an die Trockenheit durch Wachsüberzüge, schmale oder gefaltete Laubblätter oder weißfilzige Behaarung. Typische Vertreter sind u. a. Sand-Fingerkraut (Potentilla incana), Österreich-Schwarzwurzel (Scorzonera austriaca) und Hainburger Feder-Nelke (Dianthus lumnitzeri).
  - Serpentinvegetation entsteht über ultrabasischen Gesteinen, die vermutlich durch die Aussonderung giftiger Schwermetalle das Pflanzenwachstum hemmen. Ein entsprechendes Gebiet befindet sich im Dunkelsteiner Wald, typische Arten sind Europa-Pelzfarn (Notholaena marantae) und Serpentin-Streifenfarn (Asplenium cuneifolium).
  - Schottersteppen sind an manchen Voralpenflüssen und im Steinfeld nördlich von Wiener Neustadt vorhanden. Pflanzensoziologisch ähneln sie den Kalk-Felssteppen und bieten u. a. den Lebensraum für Sand-Veilchen (Viola rupestris) und Liege-Schneckenklee (Medicago prostrata).
  - Lösssteppen treten v. a. im Weinviertel auf und sind für die im Gebiet sehr seltenen Arten, welche sie beherbergen und ihren Verbreitungsschwerpunkt viel weiter östlich besitzen, bekannt. Bemerkenswerte Stellen liegen bei Goggendorf und Oberschoderlee (Europa-Hornmelde (Krascheninnikovia ceratoides)), bei Jetzelsdorf (Halbstrauch-Radmelde (Bassia prostrata)), bei Ottenthal (Tátorján-Meerkohl (Crambe tataria)) und bei Stillfried an der March (Kamm-Quecke (Agropyron pectiniforme)). Die Lösssteppen sind wahrscheinlich Reste pleistozäner und postglazialer Kältesteppen.
  - Pannonische Sandsteppen gehören zu wegen der geringen Wasserhaltekapazität zu den ökologischen Extremstandorten, die nur von entsprechenden Spezialisten besiedelt werden können. Sie entstanden während der letzten Eiszeit und Nacheiszeit durch Feinsedimentablagerungen, die aus den Flüssen, insbesondere der Donau, ausgeweht wurden, und konnten später durch den Bewuchs stabilisiert werden. Durch Rodung und Überweidung im Mittelalter entstanden im Marchfeld Wanderdünen, welche erst durch Föhrenaufforstungen gezähmt werden konnten. Heute existieren noch basische Sandflächen im Naturschutzgebiet Sandberge Oberweiden sowie sehr saure Sanddünen an der March. Typische Arten sind Sand-Strohblume (Helichrysum arenarium) und Frühlings-Spörgel (Spergula morisonii).
  - Salzsteppen existieren im Burgenland im Seewinkel sowie in Niederösterreich bei Zwingendorf und bei Baumgarten an der March. Sie entstanden durch das Vorhandensein salzreicher Bodenhorizonte und das sommerwarme Klima, durch welches das Salz an die Oberfläche stieg. Für die meisten Pflanzen sind die Salze giftig, nur wenige benötigen es obligatorisch, einige sind salztolerant, dazu zählen das Strand-Milchkraut (Glaux maritima) sowie der Salzsteppen-Wermut (Artemisia santonicum).